# Lara Prašnikar
Lara Prašnikar, slovenska nogometašica, *8. avgust 1998
Leta 2016 je podpisala dveletno pogodbo s klubom Turbine Potsdam iz nemške Bundeslige, od leta 2015 pa je tudi članica Slovenske ženske nogometne reprezentance.
Njen oče Bojan Prašnikar je nogometni trener, brat Luka pa nogometaš.